# Claire McCaskill

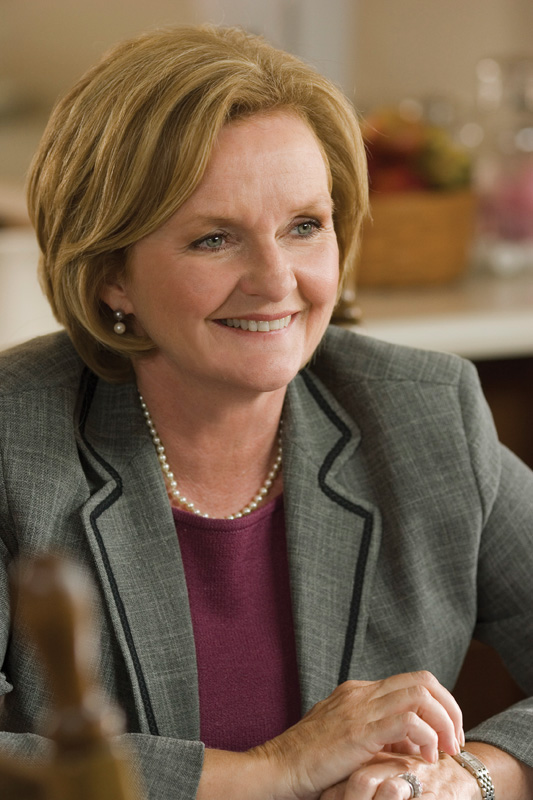
Claire McCaskill

Claire McCaskill (* 24. Juli 1953 in Rolla, Missouri) ist eine US-amerikanische Politikerin (Demokratische Partei). Von 1999 bis 2006 war sie die staatliche Rechnungsprüferin (State Auditor) des Bundesstaates Missouri. Von 2007 bis 2019 gehörte sie für Missouri dem Senat der Vereinigten Staaten an.  

## Familie, Ausbildung und Beruf
Claire McCaskill wuchs im Bundesstaat Missouri auf, zunächst nahe der Stadt Houston, später in Lebanon und schließlich in Columbia. Sie besuchte die David H. Hickman High School in Columbia. Ihr Vater William war ein Aufsichtsbeamter für das Versicherungswesen. Ihre Mutter Betty Anne war die erste Frau, die in den Stadtrat von Columbia gewählt wurde, und bewarb sich bei den Wahlen zum US-Repräsentantenhaus. 
Im Jahr 1975 schloss Claire McCaskill ein Studium der Politikwissenschaft und 1978 ein Studium der Rechtswissenschaft an der University of Missouri-Columbia ab.
Von einer dreijährigen Tätigkeit als Rechtsanwältin in einem auf Strafsachen spezialisierten Anwaltsbüro in Kansas City (1989–1991) abgesehen, war sie seit 1979 ständig im öffentlichen Dienst tätig. 1979 arbeitete sie als Justizangestellte in einem in Kansas City ansässigen Appellationsgericht, das für den westlichen Bezirk Missouris zuständig ist. Anschließend wechselte sie an das Büro des Staatsanwalts von Jackson County, wo sie sich auf Fälle von Brandstiftung spezialisierte.

## Politische Laufbahn

### Anfänge
1982 wurde McCaskill in das Repräsentantenhaus von Missouri gewählt. 1990 wurde sie in die Legislative des Jackson County gewählt, 1992 zur Staatsanwältin von Jackson County. Dort war sie die erste weibliche Staatsanwältin. 1996 wurde sie wiedergewählt. 1998 wurde McCaskill als Nachfolgerin von Margaret B. Kelly zur staatlichen Rechnungsprüferin (State Auditor) von Missouri gewählt.

### Gouverneurswahl 2004
Am 3. August 2004 gewann McCaskill die demokratischen Vorwahlen gegen den damaligen Gouverneur Bob Holden, verlor dann aber die eigentliche Wahl am 2. November 2004 gegen den Secretary of State von Missouri, Matt Blunt, knapp mit 47,9 % gegen 50,8 %. Diese Niederlage war die erste in ihrer 20-jährigen politischen Laufbahn.

### Mitglied des US-Senats von 2007 bis 2019
Im August 2005 kündigte sie an, bei der Senatswahl 2006 gegen den republikanischen Mandatsinhaber Jim Talent anzutreten. Sie errang die Mehrheit in der Vorwahl der Demokraten am 8. August 2006. In ihrem Wahlkampf setzte sie neben der inneren Sicherheit vor allem auf sozial- und gesundheitspolitische Themen. Aufsehen erregte ein TV-Werbespot des Schauspielers Michael J. Fox, in dem er McCaskill wegen ihrer Befürwortung der Stammzellenforschung unterstützte. Am 7. November 2006 wurde sie in einem vielbeachteten Kopf-an-Kopf-Rennen zur Senatorin gewählt. Sie gewann viele Stimmen der Stadtbevölkerung in St. Louis und Kansas City, während ihr Mitbewerber im ländlichen Bereich vorn lag.
Die zu einer engen Beraterin von Präsident Obama gewordene McCaskill trat 2012 zur Wiederwahl an und galt im zunehmend republikanischer wählenden Missouri als gefährdet. McCaskill betrachtete Todd Akin als ihren Wunschgegner und unterstützte ihn auf unterschiedlichen Wegen in der republikanischen Vorwahl, in der er sich schließlich durchsetzte. Im Hauptwahlkampf geriet Akins Äußerung, der weibliche Körper verhindere nach einer „regelrechten Vergewaltigung“ („legitimate rape“) eine Schwangerschaft, zum nationalen Skandal. Daraufhin hatte McCaskill wenig Probleme, vor allem Wählerinnen für sich zu mobilisieren. Als in städtischen Gebieten die Wähler bis zu drei Stunden Schlange standen, wurden sie von McCaskill-Unterstützern mit heißer Schokolade ermutigt, auszuharren. McCaskill gewann mit 52 zu 41 Prozent der Stimmen.
Vor der Senatswahl 2018 galt McCaskill wiederum als gefährdet, nachdem der Bundesstaat 2016 mit deutlicher Mehrheit für den republikanischen Präsidentschaftskandidaten Donald Trump gestimmt hatte. Anfang Juli 2017 verzichtete die republikanische Kongressabgeordnete Ann Wagner auf eine Senatskandidatur. Dagegen gab der bisherige Attorney General Josh Hawley im Oktober 2017 bekannt, sich um McCaskills Sitz zu bewerben. Umfragen sprachen für einen knappen Wahlausgang zwischen McCaskill und Hawley, weshalb die meisten politischen Beobachter die Entscheidung als völlig offen einschätzten. McCaskill unterlag Hawley mit 45,5 zu 51,5 Prozent der Stimmen und schied am 3. Januar 2019 aus dem Senat aus.
Im August 2017 versuchten Hacker des russischen Geheimdienstes GRU erfolglos, Mitarbeiter von McCaskills Wahlkampfteam zu kompromittieren. Es handelt sich um die erste bekanntgewordene Einflussnahme Russlands in den US-Wahlkampf 2018 nach den Hackerangriffen 2016.

## Privates
McCaskill ist in zweiter Ehe mit dem Geschäftsmann Joseph Shepard aus St. Louis verheiratet. Mit ihm hat sie vier Stiefkinder. Er lieh ihr 2004 für die Gouverneurs-Wahlkampagne 1,6 Millionen US-Dollar. Weil er auch geschäftliche Interessen an Alters- und Pflegeheimen hat, die vom Staat Missouri kontrolliert werden, wurde McCaskill im Wahlkampf eine Vermischung von Privatem und Politischem vorgeworfen.
Zuvor war sie mit David Exposito verheiratet. Mit ihm hatte sie zwei Töchter und einen Sohn. 1995 ließ sich das Ehepaar scheiden. Exposito starb 2005.